# SinComisiones
 (juin 2025).
La mise en forme du texte ne suit pas les recommandations de Wikipédia : il faut le « wikifier ».
Les points d'amélioration suivants sont les cas les plus fréquents :
- Les titres sont pré-formatés par le logiciel. Ils ne sont ni en capitales, ni en gras.
- Le texte ne doit pas être écrit en capitales (les noms de famille non plus), ni en gras, ni en italique, ni en « petit »…
- Le gras n'est utilisé que pour surligner le titre de l'article dans l'introduction, une seule fois.
- L'italique est rarement utilisé : mots en langue étrangère, titres d'œuvres, noms de bateaux, etc.
- Les citations ne sont pas en italique mais en corps de texte normal. Elles sont entourées par des guillemets français : « et ».
- Les listes à puces sont à éviter, des paragraphes rédigés étant largement préférés. Les tableaux sont à réserver à la présentation de données structurées (résultats, etc.).
- Les appels de note de bas de page (petits chiffres en exposant, introduits par l'outil «  Source ») sont à placer entre la fin de phrase et le point final[comme ça].
- Les liens internes (vers d'autres articles de Wikipédia) sont à choisir avec parcimonie. Créez des liens vers des articles approfondissant le sujet. Les termes génériques sans rapport avec le sujet sont à éviter, ainsi que les répétitions de liens vers un même terme.
- Les liens externes sont à placer uniquement dans une section « Liens externes », à la fin de l'article. Ces liens sont à choisir avec parcimonie suivant les règles définies. Si un lien sert de source à l'article, son insertion dans le texte est à faire par les notes de bas de page.
- La présentation des références doit suivre les conventions bibliographiques. Il est recommandé d'utiliser les modèles {{Ouvrage}}, {{Chapitre}}, {{Article}}, {{Lien web}} et/ou {{Bibliographie}}. Le mode d'édition visuel peut mettre en forme automatiquement les références.
- Insérer une infobox (cadre d'informations à droite) n'est pas obligatoire pour parachever la mise en page.

Pour une aide détaillée, merci de consulter Aide:Wikification.
Si vous pensez que ces points ont été résolus, vous pouvez retirer ce bandeau et améliorer la mise en forme d'un autre article.
SinComisiones est une plateforme en ligne espagnole qui permet de comparer des produits financiers et bancaires. Elle vise à aider les utilisateurs à analyser différentes offres du marché afin de prendre des décisions financières éclairées.
Les fondateurs, Gabriel Rodríguez et Miguel Otero, tous deux âgés de 27 ans à la création de la plateforme, ont lancé le projet en s'appuyant sur leurs expériences personnelles et techniques. Leur objectif déclaré est de « venir en aide aux utilisateurs dans tous les aspects liés aux finances personnelles », en fournissant une analyse détaillée et vécue de chaque produit.

## Historique
La plateforme a été fondée en 2019 par Gabriel Rodríguez Lorenzo et Miguel Otero Vaccarello. Elle a été conçue comme un espace indépendant pour comparer des produits financiers, sans lien direct avec les institutions bancaires. SinComisiones est gérée par la coopérative espagnole Zinc Sociedad Cooperativa Galega, spécialisée dans le marketing numérique.
En 2023, la plateforme a dépassé les cinq millions de visites. Elle a également été sélectionnée pour participer à l'accélérateur de start-ups Lanzadera, fondé par Juan Roig, propriétaire de Mercadona, et considéré comme l'un des plus importants en Europe.

## Services
SinComisiones propose un comparateur d'offres financières dans plusieurs catégories: comptes bancaires, Cartes de crédit et de débit, prêts personnels, Prêts hypothécaires, Assurances, Produits d’investissement, services de téléphonie et terminaux de paiement (dataphones).
La plateforme fournit des informations détaillées sur les frais, les taux d’intérêt, les caractéristiques des produits et d'autres éléments pertinents. Les utilisateurs peuvent filtrer les résultats selon leurs préférences.
En plus de la comparaison de produits, SinComisiones offre des services de conseil juridique, notamment pour la réclamation de clauses abusives.

## Modèle économique
Le site fonctionne selon un modèle d’affiliation. Les institutions financières rémunèrent la plateforme lorsqu’un utilisateur souscrit un produit via ses liens. Malgré cela, l’équipe éditoriale affirme conserver une totale indépendance dans ses recommandations et classements.
L'accès au site et à ses contenus est gratuit pour les utilisateurs.

## Indépendance éditoriale
SinComisiones met en avant son indépendance vis-à-vis des entités financières. Elle ne reçoit aucun financement direct des banques, ce qui lui permet de proposer des analyses neutres et objectives.

## Contexte
La création de SinComisiones intervient dans un contexte d'augmentation des frais bancaires en Espagne. Certains utilisateurs peuvent payer jusqu’à 240 euros par an en frais de tenue de compte,.
La plateforme aborde également les risques liés à certains produits financiers, comme les microcrédits ou prêts rapides, critiqués pour leur manque de transparence.
Les fondateurs alertent sur les abus liés aux microcrédits et aux cartes revolving, qui peuvent entraîner des dettes de plusieurs milliers d'euros à partir de prêts initiaux de seulement 300 ou 500 euros. Dans certains cas, les taux d’intérêt annuels peuvent atteindre jusqu’à 15 000 % TAE. Ils dénoncent également les tentatives des institutions financières de retarder les procédures pour décourager les consommateurs.
Afin de lutter contre ces abus, SinComisiones propose l’instauration de sanctions plus sévères et de frais judiciaires plus élevés pour dissuader les entités de continuer à commercialiser ces produits.